# Grimaldi (Kalabrien)
Grimaldi  ist eine italienische Gemeinde (italienisch comune) in der Region Kalabrien und der Provinz Cosenza mit 1518 Einwohnern (Stand 31. Dezember 2023).
Die Nachbargemeinden sind Aiello Calabro, Altilia, Domanico, Lago, Malito und Martirano.
Sehenswert sind Kunstwerke in der Kirche von S. Antonio.